# Barrage de Tatlarin
Le barrage de Tatlarin est un barrage situé en Turquie dans la province de Nevşehir.

## Sources
- (en) www.dsi.gov.tr/tricold/tatlarin.htm Site de l'agence gouvernementale turque des travaux hydrauliques